# Podlesie (Mielec)
Pour les articles homonymes, voir Podlesie.
Podlesie est une localité polonaise de la gmina de Wadowice Górne, située dans le powiat de Mielec en voïvodie des Basses-Carpates.